# Jeong Seung-won
Jeong Seung-won (정승원?; Jeonju, 27 febbraio 1997) è un calciatore sudcoreano, centrocampista del Suwon.

## Caratteristiche tecniche
È un esterno destro.

## Carriera

### Club
Cresciuto nel settore giovanile del Suwon Bluewings, debutta in prima squadra il 6 maggio 2017 in occasione dell'incontro di K League 1 perso 2-0 contro il Jeonbuk Hyundai.
Il 29 gennaio 2022 viene acquistato dal Suwon Bluewings.

### Nazionale
Nel 2021 viene convocato dalla nazionale olimpica sudcoreana per prendere parte alle Olimpiadi di Tokyo. Debutta il 22 luglio in occasione del match perso 1-0 contro la Nuova Zelanda.

## Statistiche
Statistiche aggiornate al 28 luglio 2021.

### Presenze e reti nei club
| Stagione        | Squadra         | Campionato      | Campionato | Campionato | Coppe nazionali | Coppe nazionali | Coppe nazionali | Coppe continentali | Coppe continentali | Coppe continentali | Altre coppe | Altre coppe | Altre coppe | Totale | Totale | Totale |
| Stagione        | Squadra         | Comp            | Pres       | Reti       | Comp            | Pres            | Reti            | Comp               | Pres               | Reti               | Comp        | Pres        | Reti        | Pres   | Reti   |        |
| --------------- | --------------- | --------------- | ---------- | ---------- | --------------- | --------------- | --------------- | ------------------ | ------------------ | ------------------ | ----------- | ----------- | ----------- | ------ | ------ | ------ |
| 2017            | Daegu           | KL1             | 9          | 0          | CC              | 0               | 0               |                    | -                  | -                  |             | -           | -           | 9      | 0      |        |
| 2018            | Daegu           | KL1             | 31         | 4          | CC              | 4               | 0               |                    | -                  | -                  |             | -           | -           | 35     | 4      |        |
| 2019            | Daegu           | KL1             | 33         | 3          | CC              | 1               | 0               | ACL                | 6                  | 0                  |             | -           | -           | 40     | 3      |        |
| 2020            | Daegu           | KL1             | 26         | 0          | CC              | 1               | 0               |                    | -                  | -                  |             | -           | -           | 27     | 0      |        |
| 2021            | Daegu           | KL1             | 13         | 1          | CC              | 1               | 0               | ACL                | 0                  | 0                  |             | -           | -           | 14     | 1      |        |
| Totale carriera | Totale carriera | Totale carriera | 98         | 8          |                 | 7               | 0               |                    | 6                  | 0                  |             | -           | -           | 111    | 8      |        |